# Marc Jean Demarçay
Pour les articles homonymes, voir Demarçay.
Marc Jean Demarçay, né le 11 août 1772 à Martaizé et mort le 21 mai 1839 à Paris, est un général français de la Révolution et de l’Empire et parlementaire français sous la Restauration.

## Biographie
Fils de Marc Demarçay et de Louise Richard, il entre fort jeune dans la carrière des armes et est nommé capitaine d'artillerie le 30 septembre 1793. Il fait les principales campagnes de la Révolution française, y compris celle d'Égypte, et donne partout des preuves de courage et de capacité. Devenu colonel, il se distingue à Austerlitz où il est nommé commandeur de la Légion d'honneur.
Napoléon Ier lui confie ensuite la direction de l'École d'application de l'artillerie et du génie de Metz. Il l'envoie en Hollande en 1807 comme major-général et premier inspecteur des corps de l'artillerie et du génie. Il est promu général de brigade le 8 février 1808.
Après avoir servi deux ans en Espagne, il demande sa retraite à cause de ses nombreuses blessures. Il rentre alors dans ses foyers et s'occupe de travaux agricoles. Il ne reparait sur la scène politique pendant les Cent-Jours, comme colonel de la garde nationale de Poitiers.
Le département de la Vienne l'envoie à la Chambre en 1819. Il siège à l'extrême gauche et s'oppose avec énergie à l'exclusion prononcée contre l'abbé Grégoire et contre Manuel en 1823. M. Demarçay est, jusqu'à sa mort, arrivée le 22 mai 1839 à Paris, l'un des plus fougueux défenseurs de la cause démocratique.
Il est inhumé au cimetière du Père-Lachaise (45e division).

## Postérité
Il épouse Delphine Raguideau de La Fosse, fille du notaire parisien Maurice-Jean Raguideau de La Fosse et de Marie Antoinette Sophie Lagrenée.
- Son fils : Marc Horace Demarçay, né à Poitiers le 29 octobre 1813, baron et député, mort à Bressuire le 29 octobre 1866.
  - Le fils de ce dernier : Maurice Demarçay, né à Paris le 26 octobre 1835, baron et député.

## Armoiries
| Figure | Blasonnement |
|        | Armes du baron Delacroix et de l'Empire Écartelé : au I, d'argent, à une piramide de sable ; au II du quartier des Barons militaires de l'Empire ; au III, d'azur, à une tour d'or, ouverte, ajourée et maçonnée de sable; au IV, d'or, à un bélier militaire de sable, posé en fasce, avec sa chaîne du même Livrées : les couleurs de l'écu. |

## Source
- « Marc Jean Demarçay », dans Adolphe Robert et Gaston Cougny, Dictionnaire des parlementaires français, Edgar Bourloton, 1889-1891 [détail de l’édition] ;
- « Marc Jean Demarçay », dans Charles Mullié, Biographie des célébrités militaires des armées de terre et de mer de 1789 à 1850, 1852 [détail de l’édition] ;
- A. Lievyns, Jean Maurice Verdot, Pierre Bégat, Fastes de la Légion d'honneur : biographie de tous les décorés accompagnée de l'histoire législative et réglementaire de l'ordre, vol. 3, Bureau de l'administration, 1844 (lire en ligne)